# Brian Smith (homme politique canadien)
Pour les articles homonymes, voir Brian Smith et Smith.
Brian Ray Douglas Smith, né le 7 juillet 1934 à Victoria, est un homme politique canadien de la Colombie-Britannique. Il est député provincial créditiste dans la circonscription britanno-colombienne de Oak Bay-Gordon Head de 1979 à 1989.

## Biographie
Né à Victoria en Colombie-Britannique, Smith entame une carrière publique en siégeant pendant une décennie au conseil de municipal de Oak Bay et en tant que maire de 1974 à 1979.
Dans le gouvernement de Bill Bennett, Smith sert comme ministre de l'Énergie, des Mines et des Ressources pétrolières (1979-1983), ainsi que Procureur-général (1983-1986).
En 1986, Smith se présente à la succession de Bennett lors de la course à la direction créditiste, mais il termine derrière Bill Vander Zalm au quatrième tour de scrutin.
Smith est maintenu au poste de procureur-général dans le nouveau cabinet de Vander Zalm, mais démission en juin 1988 prétextant le manque d'indépendance de son ministère en citant l'affaire Toigo et la question de l'avortement comme exemple d'ingérence. Il désapprouvait également la scission prévue de son ministère qui conduirait à une perte d'indépendance et un risque de tomber sous le contrôle du bureau du premier ministre. Smith devient le second ministre de la Justice à démission en raison d'un désaccord, le premier étant Richard McBride qui démissionne du gouvernement de James Dunsmuir en 1901 et que Smith cite lors de son discours de démission. Une semaine plus tard, le ministère est divisé et le nouveau ministère du ministre du Soliciteur général est créé. Smith déclare par la suite que cette décision ralentirait le processus décisionnel et réduirait la capacité de lutte contre le crime.
Il quitte son poste de député en novembre 1989 et devient président du Canadien National jusqu'en 1994. Il est par la suite président de BC Hydro de 1996 à 2001.
En 2016, Smith est récompensé de l'Ordre de la Colombie-Britannique.